# TP d'Or 1976
Els premis TP d'Or 1976 foren entregats a l'Hotel Eurobuilding de Madrid el 22 de març de 1977. Va presidir l'acte el ministre d'informació i turisme Andrés Reguera Guajardo.
| Categoria                          | Programa                           | Persona                      | Resultat   |
| ---------------------------------- | ---------------------------------- | ---------------------------- | ---------- |
| Actor Nacional                     | La Saga de los Rius                | Fernando Guillén             | Guanyador  |
| La señora García se confiesa       | Adolfo Marsillach                  | 2n Classificat               |            |
| La Saga de los Rius i Estudio 1    | Emilio Gutiérrez Caba              | 3r Classificat               |            |
| Actriu Nacional                    | La señora García se confiesa       | Lucia Bosè                   | Guanyadora |
| La Saga de los Rius                | Maribel Martín                     | 2a Classificada              |            |
| Estudio 1                          | Charo López                        | 3a Classificada              |            |
| Actor Estranger                    | Mc Millan y esposa                 | Rock Hudson                  | Guanyador  |
| Sandokán                           | Kabir Bedi                         | 2n Classificat               |            |
| La casa de la pradera              | Michael Landon                     | 3r Classificat               |            |
| Actriu Estrangera                  | Busquen a Christie Love            | Teresa Graves                | Guanyadora |
| La casa de la pradera              | Karen Grassle                      | 2a Classificada              |            |
| Mc Millan y esposa                 | Susan Saint James                  | 3a Classificada              |            |
| Presentador                        | Esta noche...fiesta                | José María Íñigo             | Guanyador  |
| Vivir para ver                     | Alfredo Amestoy                    | 2n Classificat               |            |
| Un, dos, tres... responda otra vez | Kiko Ledgard                       | 3r Classificat               |            |
| Presentadora                       | Gente Hoy                          | Isabel Tenaille              | Guanyadora |
| Informe semanal                    | Rosa María Mateo Isasi             | 2a Classificada              |            |
| Un globo, dos globos, tres globos  | María Luisa Seco                   | 3a Classificada              |            |
| Personatge més popular             | Un, dos, tres... responda otra vez | Kiko Ledgard                 | Guanyador  |
| Sandokán                           | Kabir Bedi                         | 2n Classificat               |            |
| El gran circo de TVE               | los Payasos de la Tele             | 3r Classificats              |            |
| Sèrie Nacional                     | La señora García se confiesa       | La señora García se confiesa | Guanyadora |
| La saga de los Rius                | La saga de los Rius                | 2a Classificada              |            |
| Paisaje con figuras                | Paisaje con figuras                | 3a Classificada              |            |
| Sèrie Estrangera                   | Sandokán                           | Guanyadora                   |            |
| La casa de la pradera              | La casa de la pradera              | 2a Classificada              |            |
| Busquen a Christie Love            | Busquen a Christie Love            | 3a Classificada              |            |
| Programa Nacional                  | Un, dos, tres... responda otra vez | Guanyador                    |            |
| El hombre y la tierra              | El hombre y la tierra              | 2a Classificada              |            |
| Esta noche...fiesta                | Esta noche...fiesta                | 3a Classificada              |            |